# Fryderyk II Wielki
Fryderyk II Wielki, niem. Friedrich II von Hohenzollern (ur. 24 stycznia 1712 w Berlinie, zm. 17 sierpnia 1786 w Poczdamie) – król Prus w latach 1740–1786. Pod jego rządami Prusy stały się jednym z najpotężniejszych państw europejskich.

## Dzieciństwo
Ochrzczony został 31 stycznia 1713 w Berlinie. Rodzicami chrzestnymi byli, m.in.: cesarz Karol VI Habsburg oraz car Piotr I. Fryderyk decyzją swojego dziadka Fryderyka I otrzymał imiona Karol Fryderyk. Imię Karol zostało nadane z myślą o cesarzu Karolu VI, jednakże nigdy nie było ono używane.
Fryderyk był najstarszym synem Zofii Doroty Hanowerskiej (1687–1757), która w przeciwieństwie do swego męża była osobą wykształconą. Fryderyk Wilhelm I, ojciec Fryderyka, gardził bowiem wszechstronną edukacją i blichtrem dworu, przedkładając nad nie proste męskie rozrywki: koszary i polowania. Przedmiotem jego troski była przede wszystkim budowa potęgi militarnej Prus. Wprowadził nawet zwyczaj noszenia munduru na co dzień (stąd przezwisko Soldatenkönig: „król żołnierzy”, „król-sierżant”). Fryderyk nie miał więc łatwego dzieciństwa, tym bardziej że szybko odkrył w sobie zamiłowanie do muzyki, starożytności, filozofii i literatury francuskiej, co zdecydowanie nie odpowiadało wyobrażeniom ojca o wychowaniu następcy tronu.
Pierwsze nauki pobierał pod opieką guwernantki, pani de Rocoules, francuskiej hugenotki. Jej to zawdzięcza Fryderyk umiejętność posługiwania się językiem francuskim. Największy wpływ na wychowanie miał Jacques-Egide Duhan de Jandun, który od 1716 r. objął urząd wychowawcy następcy tronu. Można go uważać za ojca duchowego młodego Fryderyka. M.in. Duhan wbrew zakazowi królewskiemu uczył swego wychowanka łaciny. Jednakże gdy ojciec dowiedział się o tym, nauka została przerwana, a młody Fryderyk, jak się wydaje, nigdy nie wybaczył tego ojcu. Musiał z tego powodu czytać swoich ulubionych pisarzy antycznych i historyków rzymskich w przekładzie.
Popadł w ostry konflikt z ojcem, którego apogeum była próba ucieczki z kraju z dwoma przyjaciółmi. Ucieczka nie powiodła się: w nocy z 4 na 5 sierpnia 1730 grupę uciekinierów pochwycono i odstawiono do pruskiej twierdzy Wesel. Wszczęto śledztwo – król postanowił bowiem potraktować uciekinierów jako dezerterów (podejrzewając spisek, a może nawet próbę przewrotu z inicjatywy brytyjskiej). Fryderyk został uwięziony w twierdzy w Kostrzynie nad Odrą – groziła mu nawet kara śmierci. Ostatecznie sąd wojskowy nie ośmielił się wydać takiego wyroku. Decyzją króla 6 listopada ścięto, w obecności Fryderyka, jego przyjaciela podejrzewanego o związek z księciem, Hansa Hermanna von Katte. Drugi przyjaciel - Peter Karl Christoph von Keith, który również mógł być kochankiem kronprinza - zdążył uciec za granicę, a przed twierdzą zawisł tylko jego wizerunek. W niecały rok później Fryderyk formalnie podporządkował się ojcu, dzięki czemu mógł opuścić Kostrzyn. Od tego czasu był jednak ściśle nadzorowany przez ojca, a najbliższych mu dworzan wygnano.
W rok później doszło do złagodzenia relacji między ojcem a synem. Fryderyk wrócił do wojska. W roku 1732 został mianowany dowódcą pułku w Ruppin (obecnie Neuruppin), jako ochotnik i swego rodzaju obserwator brał też udział w polskiej wojnie sukcesyjnej o tron po Auguście II. Na przełomie 1734 i 1735 przejął nawet na chwilę bieżące rządzenie państwem w czasie choroby ojca. Król podarował Fryderykowi dobra i pałacyk w Rheinsbergu, gdzie mógł wreszcie oddawać się temu, co lubił najbardziej: muzyce, lekturze starożytnych filozofów i dyskusjom intelektualnym z bywalcami pałacyku. W 1739 r. Fryderyk skończył pisanie dzieła pt. Antimachiavel, ou Examen du Prince de Machiavel – polemiki z „Księciem” Machiavellego.

## Małżeństwo
12 czerwca 1733 roku Fryderyk został zmuszony do poślubienia popieranej przez Austrię Elżbiety Krystyny Braunschweig-Wolfenbüttel-Bevern, co po ponad pół roku od ucieczki z przyjacielem przyczyniło się do poprawy stosunków Fryderyka z ojcem. Ślub odbył się w Salzdahlum, jednak związek ten nie został podobno nigdy skonsumowany. Fryderyk nie przejawiał zresztą większego zainteresowania kobietami. Późniejsze świadectwo Woltera i obszerne badania historyków pozwalają na wysunięcie twierdzenia o homoseksualności Fryderyka, który miał w młodości pozostawać w romantycznej relacji z Hansem Hermannem von Katte (znajomość tę szeroko komentowano na dworze królewskim) oraz już jako władca Prus miał hołdować szczególnej atmosferze filozoficznej na własnym dworze w Sanssouci (która została z ironią odmalowana przez Woltera). Inni biografowie wskazują na chorobę weneryczną przebytą przez Fryderyka w okresie młodości i związaną z nią operację, która spowodowała impotencję przyszłego króla. Z powodu świadomości niemożności dania dynastii potomka, Fryderyk od początku uznawał swoje małżeństwo z Elżbietą za niecelowe. Mimo to cenił i szanował żonę za starania, mające na celu uzyskanie akceptacji w oczach męża.

## Król Prus

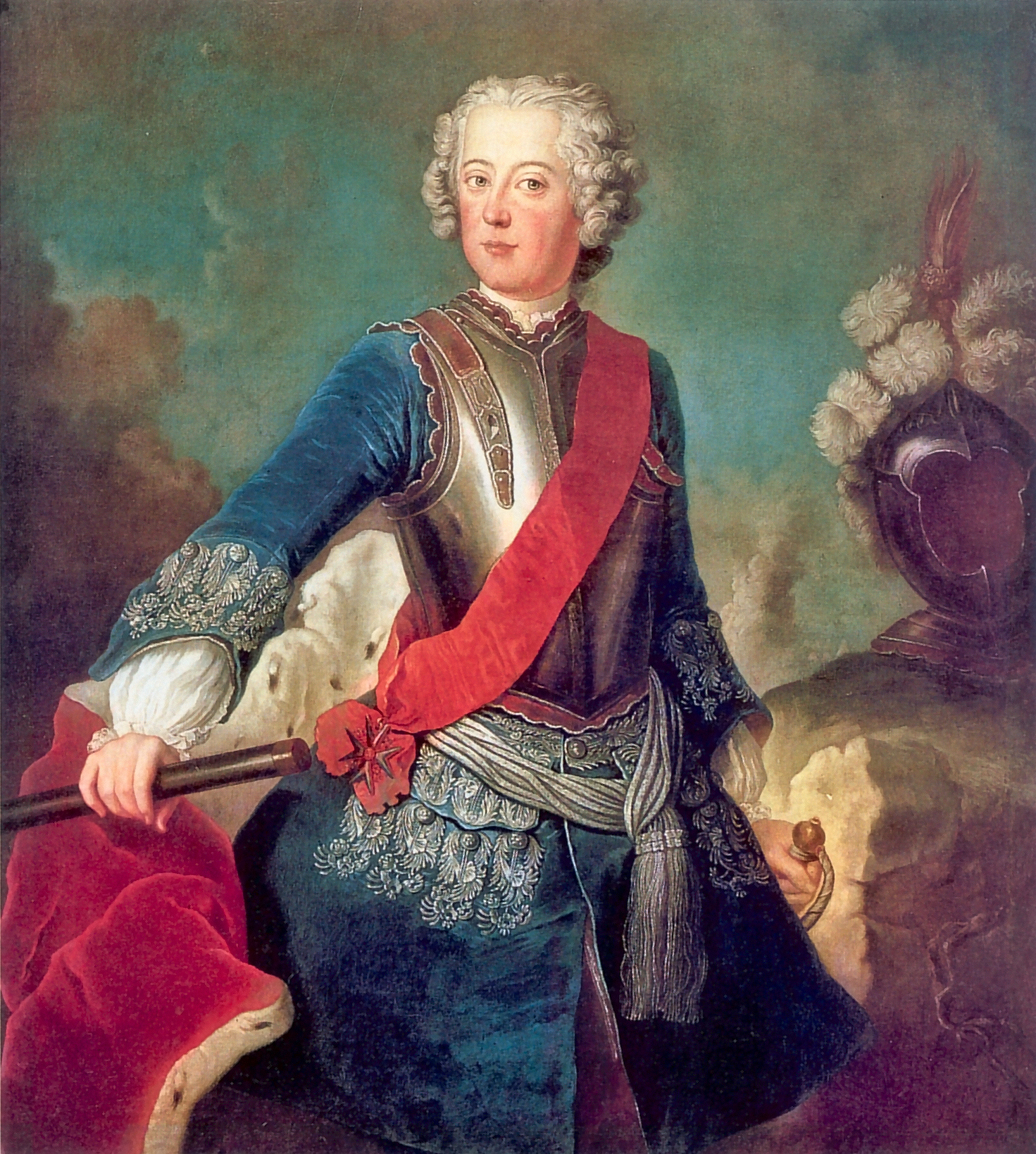
Fryderyk w wieku 24 lat

Nowy rozdział w życiu Fryderyka II i historii europejskiej rozpoczyna się po śmierci Fryderyka Wilhelma I w dniu 31 maja 1740. Fryderyk II koronował się w Królewcu sam (podobnie jak ojciec), przyjmując hołd od wszystkich stanów. Żadnych mi tu olejów – stwierdził – co odnosiło się do koronacji z udziałem przedstawicieli kleru. Pierwsze miesiące rządów 28-letniego króla zostały zdominowane przez gry dyplomatyczne. W polityce zagranicznej okazał się ryzykantem, ale i wytrawnym graczem. Ideą przewodnią rządów Fryderyka było rozbudowywanie potęgi Prus przez wojny i podboje. Kryzys potęgi Habsburgów przypieczętowała wówczas śmierć cesarza Karola VI, którą Fryderyk potraktował jako okazję do zakwestionowania prawa Marii Teresy do dziedziczenia posiadłości Habsburgów. Rozpoczęło to wojnę o sukcesję austriacką.

## Wojna o sukcesję austriacką
Występując jako sojusznik Austrii, którego celem jest zabezpieczenie ziem dla Marii Teresy, w grudniu 1740 wojska pruskie przekroczyły granicę, zajmując do końca stycznia 1741 niemal cały austriacki Śląsk, będący wówczas jedną z najbardziej rozwiniętych prowincji Korony Czeskiej. Zabiegi Fryderyka, by Maria Teresa uznała zdobycie Śląska bez wojny, nie powiodły się i w grudniu 1740 r. rozpoczęły się działania wojenne – tzw. wojny śląskie. W marcu 1741 podczas podróży Fryderyka z kilkoma towarzyszami do Nysy został spostrzeżony przez austriacki patrol w okolicy Prudnika. Uratował go młynarz z pobliskiej Moszczanki, który ukrył go za wielkim kołem młyńskim. Pierwszym zwycięstwem pruskim była bitwa pod Małujowicami (niem. Mollwitz) 10 kwietnia 1741. Król, osobiście kierujący armią, dał się zaskoczyć kawalerii austriackiej. Mimo ucieczki Fryderyka Prusacy zwyciężyli, głównie dzięki sprawności armii pruskiej i dowodzeniu feldmarszałka Kurta von Schwerina.

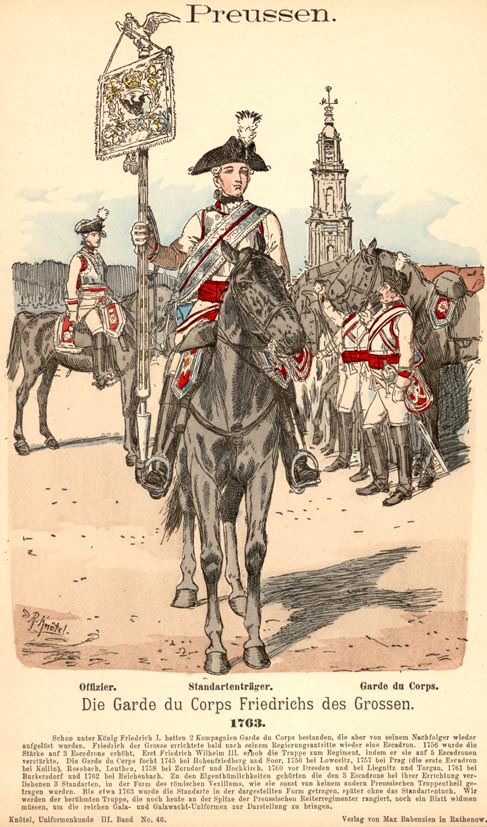
Gwardia przyboczna Fryderyka II

11 czerwca i 28 lipca 1742 podpisano traktaty pokojowe z Austrią. Prawie cały Śląsk wraz z ziemią kłodzką pozostał pod władzą Prus.
II wojna śląska rozpoczęła się w połowie 1744 i trwała do grudnia 1745 roku, a Fryderyk odniósł spektakularne zwycięstwa nad armią sasko-austriacką pod Dobromierzem (niem. Hohenfriedeberg), pod Kotliskami (niem. Kesseldorf) i Dreznem (niem. Dresden).

## Wojna siedmioletnia

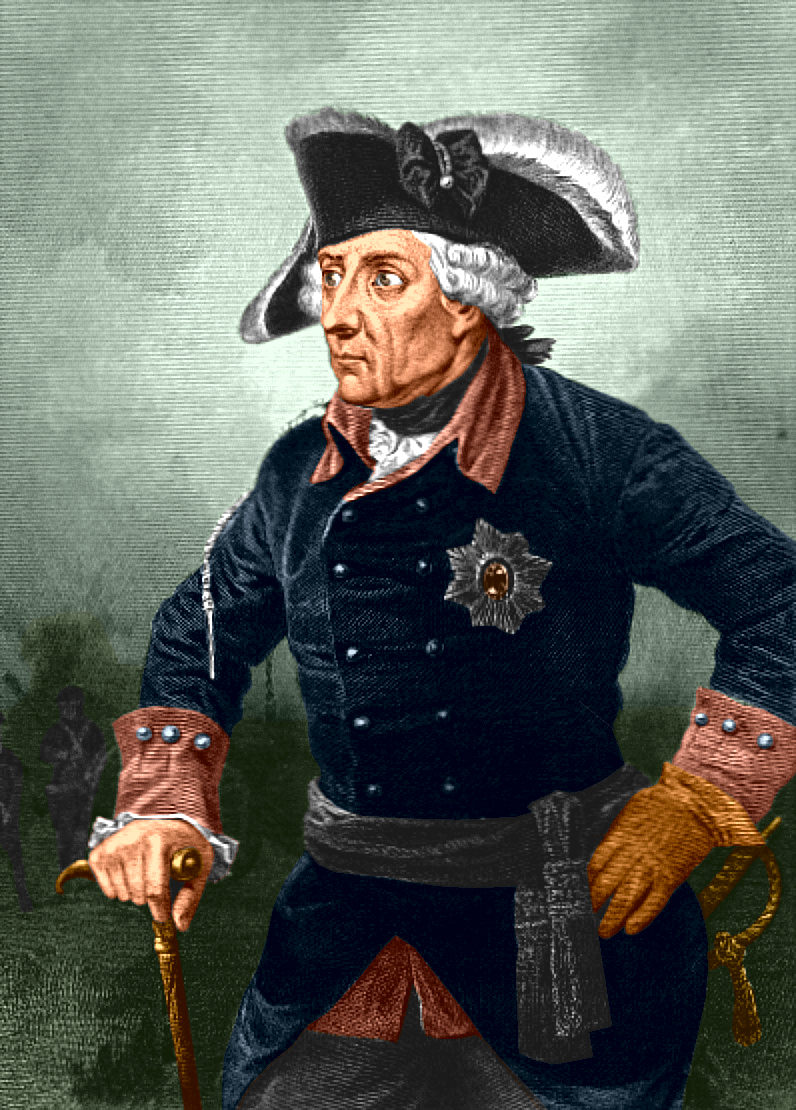
Fryderyk w starszym wieku

Częściowo w wyniku dyplomatycznych błędów Fryderyka w 1756 rozpoczęła się wojna siedmioletnia, w której przeciwko Prusom zawiązał się sojusz austriacko-francusko-rosyjsko-saksoński. Uprzedzając przeciwników, Fryderyk II wtargnął do Saksonii, zmuszając armię saską do kapitulacji. Eksploatacja bogatej Saksonii i wcielenie jeńców saskich do armii pruskiej pozwoliło na zwiększenie potencjału militarnego i gospodarczego państwa.
Jednak po początkowych sukcesach w Saksonii i Austrii (np. bitwa pod Pragą), Prusy zostały zmuszone do wycofania się z Czech po przegranej bitwie pod Kolinem 18 czerwca 1757. Pomimo teoretycznej przewagi koalicji antypruskiej, na korzyść Prus przemawiał brak wystarczającej koordynacji działań sojuszników, dzięki czemu udało się Fryderykowi pokonać połączone, dwukrotnie liczniejsze wojska Rzeszy i Francji w bitwie pod Rossbach 5 listopada 1757, czy rozbić Austriaków w błyskotliwie rozegranej bitwie pod Lutynią 5 grudnia 1757.
Sukcesy te nie zmieniają faktu, że pozycja Prus, zmuszonych do walki na wielu frontach, nie przedstawiała się najlepiej. W 1759 roku doszło do masakry wojsk pruskich pod Kunowicami, kiedy z 51-tysięcznej armii Fryderyka do Berlina dotarło jedynie 3000 żołnierzy jako jeden oddział. Gdy wydawało się, że sukcesy wojsk rosyjskich całkowicie pogrążą Prusy, zmarła caryca Elżbieta, a jej następca Piotr III Romanow pośpiesznie zawarł w 1762 pokój, ogłaszając się nawet sprzymierzeńcem Prus. Sam Fryderyk nazwał to „cudem domu brandenburskiego” (dwa lata później Fryderyk zawrze ośmioletni sojusz z Rosją). Koalicja antypruska rozpada się i przywrócone zostaje status quo sprzed wojny (Prusy ani nie zyskują, ani nie tracą terytoriów, a Austria wreszcie uznaje zdobycie Śląska przez Prusy). W listopadzie 1762 podpisano preliminaria pokojowe francusko-brytyjskie, a rozmowy pokojowe między Austrią a Prusami wieńczy podpisanie pokoju w Hubertusburgu 15 lutego 1763.
Resztę rządów Fryderyk poświęci głównie odbudowie potęgi kraju.
Po wojnie siedmioletniej, w wyniku której zmieniła się mocno psychika i stosunek króla do świata, a liczne przeżycia, załamania nerwowe, depresje i zgryzoty odcisnęły piętno na fizjonomii przystojnego w młodości króla, nazywano go złośliwie Starym Frycem (niem. Alter Fritz).

## Wojna o sukcesję bawarską
Krótką przerwą w skupieniu się na polityce wewnętrznej był wybuch konfliktu o sukcesję bawarską, nazwanego przez żołnierzy wojną kartoflaną.
Cesarz Józef II usiłował wzmocnić nadwątloną pozycję Austrii w Rzeszy oraz na arenie europejskiej i w tym celu dążył do przejęcia Bawarii po śmierci Maksymiliana III Józefa. Fryderyk natomiast, pragnący wchłonąć księstwa Ansbach i Bayreuth, robił wszystko, aby nie dopuścić do zrealizowania cesarskich planów. Doprowadziło to do wybuchu w 1778 roku wojny o sukcesję bawarską.
W tym trzecim i ostatnim konflikcie zbrojnym, w którym za życia Fryderyka uczestniczyły Prusy, kolejny raz odniósł zwycięstwo. Mimo braku sukcesów militarnych, dzięki temu, że wojna toczyła się na terytorium Austrii (dokładnie Czech), a nie Prus i wmieszaniu się w rozmowy pokojowe Rosji, Józef II otrzymał ledwie cząstkę Bawarii, Fryderyk zaś uzyskał potwierdzenie praw do księstw Ansbach i Bayreuth, a ponadto korzyści strategiczne i ekonomiczne.

## Filozof z Sanssouci

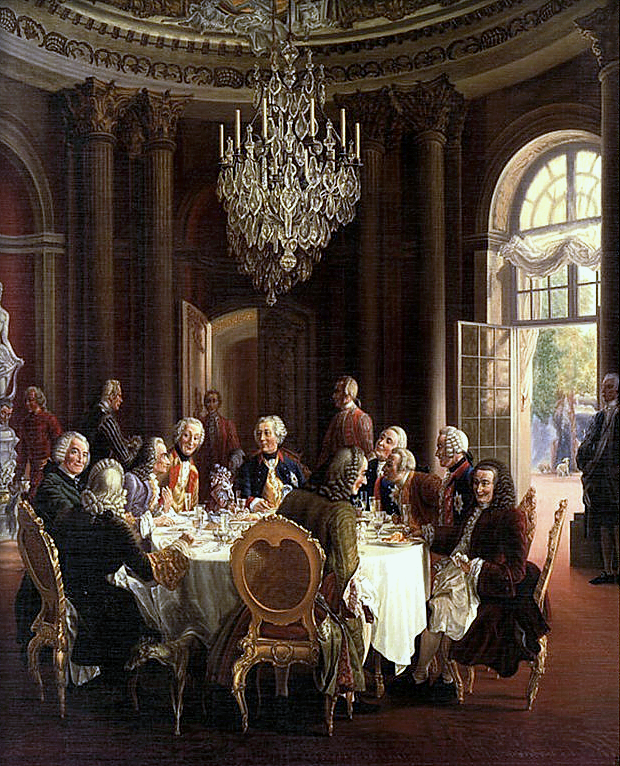
Fryderyk Wielki z Wolterem i filozofami w Sanssouci

Postać Fryderyka Wielkiego jako monarchy jest ewenementem wśród większości znanych władców europejskich. Był chyba jedynym, który pozostawił po sobie tak znaczny dorobek pism, utworów muzycznych, poetyckich, a zwłaszcza prozatorskich i filozoficznych. Szczególnie cenny jest jego dorobek na polu historycznym, na którym ujawnił pełnię kunsztu literackiego. To on jako pierwszy podjął próbę napisania historii Prus. Opisał również m.in. historię wojen śląskich i wojny siedmioletniej, historię dynastii Hohenzollernów (obiektywną, choć w wielu miejscach wyraźnie pozbawioną materiału dowodowego). Był także autorem prac opisujących rozbiory Polski (w przeciwieństwie do wyżej wymienionych jednoznacznie tuszującą faktyczne działania autora na tym polu) oraz licznych pamiętników.
Swoim następcom pozostawił Histoire du mon temps, uważane za jego najlepsze dzieło, które – pełne własnych ocen i przemyśleń na temat państwowości i współczesnych mu zdarzeń – było swoistą instrukcją dla nich. Prace historyczne Fryderyka, mimo iż przyznawał otwarcie, że większość z nich ma cele propagandowe i jest zbiorem doświadczeń przeznaczonych dla następców, ze względu na swą realną wartość historyczną, były wykorzystywane przez następne pokolenia historyków pruskich i niemieckich, do dziś będąc bezcennymi spostrzeżeniami wytrawnego i świadomego obserwatora. Jego szerokie zainteresowania intelektualne, artystyczne, społeczne, literackie i filozoficzne wyróżniały go na tle pozostałych władców ówczesnej Europy. Nie krył on zresztą swojej pogardy dla dworów naśladujących bezkrytycznie Wersal i rujnujących przez to swoje państwa. Sanssouci, pałacyk pod Poczdamem rozbudowany na polecenie Fryderyka w rokokowym stylu w latach 1745–1747 i stanowiący od tego czasu jego letnią rezydencję, stał się swoistą mekką myślicieli ówczesnej Europy. Zamiast balów, maskarad i polowań dominowały w Sanssouci dyskusje filozoficzne, przechadzki, lektury i koncerty.

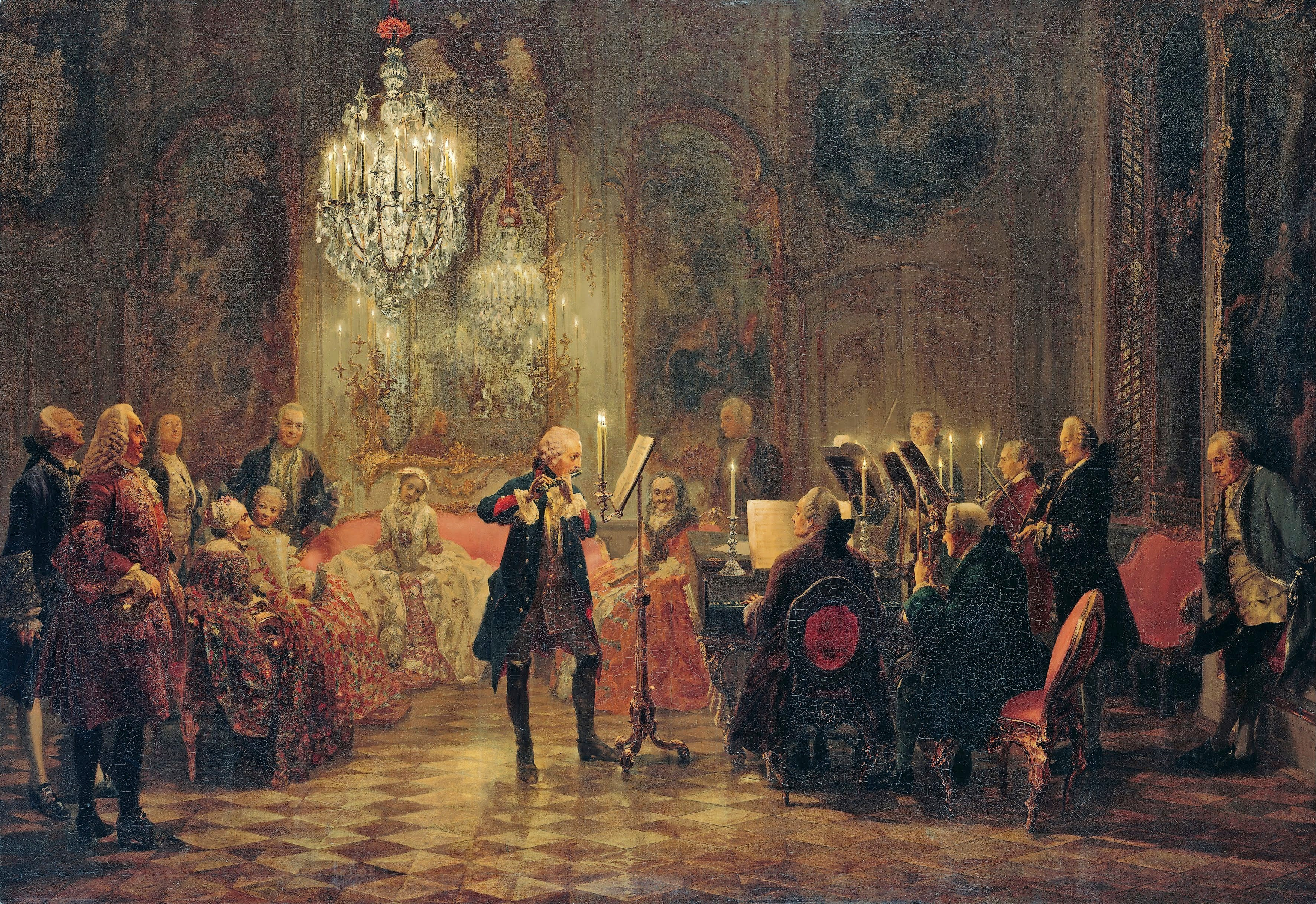
Koncert na flecie Fryderyka II, obraz Adolfa von Menzla, 1853

Ponieważ Fryderyk kochał muzykę, na swym dworze utrzymywał wielu utalentowanych wirtuozów. Sam grywał na flecie i pisywał własne utwory – lekcje kompozycji i gry na flecie pobierał u Johanna Joachima Quantza, jednego z najsłynniejszych flecistów epoki. Z inicjatywy króla powstało wiele utworów muzyki kameralnej – do najsłynniejszych należy Das musikalische Opfer – dzieło, które skomponował w 1747 po spotkaniu z Fryderykiem w Poczdamie Johann Sebastian Bach, wykorzystując temat podany mu przez Fryderyka. Również syn Johanna Sebastiana, Carl Philipp Emanuel Bach był w latach 1738–1768 dworskim kompozytorem Fryderyka.
Twórczość Fryderyka jest typową dla swej epoki eklektyczną muzyką dworską. Komponował głównie koncerty fletowe (z myślą o sobie w roli solisty), a także symfonie, kantaty i kilka arii. Dziś jego utwory spotykają się z zainteresowaniem i są wykonywane na koncertach i nagrywane na płyty.
Znanym przedstawieniem malarskim koncertującego Fryderyka jest obraz Adolfa von Menzla z 1852 pt. Koncert na flecie Fryderyka II Wielkiego w Sanssouci (w zbiorach Nationalgalerie w Berlinie).
Fryderyk był wieloletnim przyjacielem Woltera. Od lipca 1750 do marca 1752 gościł go w Berlinie, Poczdamie i Sanssouci. Ich znajomość zakończyła się głośnym i raczej trwałym zerwaniem, przy czym Fryderyk przyczynę nielojalności i rosnącej niewdzięczności widział głównie w mieszczańskim pochodzeniu filozofa. Sam wolał mówić po francusku niż po niemiecku – nie miał też dobrego zdania na temat ówczesnej literatury niemieckiej. Całość tworzonej przez niego literatury spisywana była w języku Woltera, który był często proszony o nanoszenie poprawek gramatyczno-językowych do fryderycjańskich utworów.
Sam tytuł „Filozofa z Sanssouci”, który pruski monarcha sobie nadał, a co było wynikiem spotkań i biesiad w jego letnim pałacu i którym to chętnie się posługiwał zarówno on sam, jak i współczesne mu koła filozofów, jest raczej pewnym rodzajem autoironii, daleko zdystansowaną pewnością siebie niż aroganckim przekonaniem o umiejętności poznawania i opisywania otaczającego świata. Fryderyk, od młodości rozbudzony intelektualnie, lubował się w teoretycznych rozważaniach zarówno jako młodzieniec, jak i gospodarz Sanssouci. Stanowiło to dla niego taką samą rozrywkę, jak dla jego ojca polowania. Unikał za to balów, maskarad itp. stałych punktów monarszego życia na innych dworach Europy. Uważał się raczej za mędrca, który bogaty w życiowe doświadczenia, przeżycia i obserwacje ma prawo do tworzenia uniwersalnych poglądów i sformułowań filozoficznych, opartych właśnie na fundamentach empirycznych. Prywatnie przeszedł od początkowej fascynacji oświeceniową ideą wiary w rozum i ludzkie możliwości po sceptyczny i pesymistyczny obraz człowieka oparty na filozofii Wolffa i Hobbesa. Ogromną rolę odegrały tu przeżycia wojenne, zwłaszcza doświadczenia wojny siedmioletniej, utwierdzające go w jego przekonaniach i przybliżające go do starożytnych filozofów, głównie stoików. Pod koniec życia swoją wizję człowieka wyraził słowami: „Człowiek jest istotą działającą, stworzoną do działania, a najwyższym prawem etycznym jest spełnianie swych społecznych obowiązków wobec siebie i bliźnich”.

## Polityka wewnętrzna

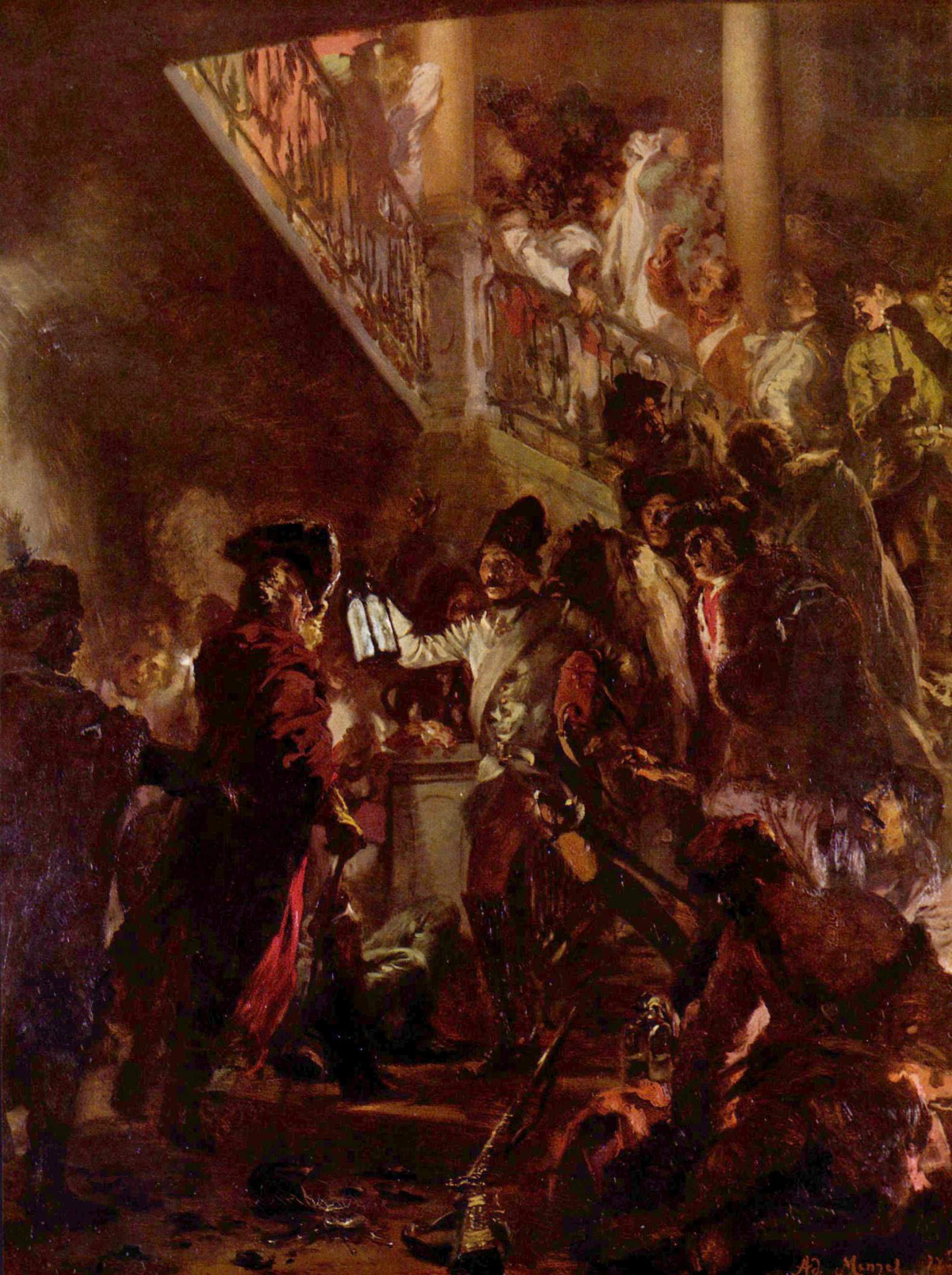
Adolf Friedrich Erdmann von Menzel, Bonsoir, Messieurs! (fr. Dobry wieczór, Panowie!) (Fryderyk Wielki w Lissie)

Jego filozofia władzy była zdecydowanie bardziej konsekwentna. Wychodząc od teorii umowy społecznej, doszedł do wniosku, że rządy jednostki – oświeconego absolutysty – są optymalną formą władzy. Zakładając, że „ludzie poddali się władcom, aby zapewnić sobie porządek prawny”, udowadniał następnie, iż owa władza jest dana raz na zawsze, nie podlega żadnej kontroli, a władca nie odpowiada przed nikim za swoje czyny (przed społeczeństwem, potomnością itp.). Fakt pozbawienia poddanych praw wobec władcy nie wykluczał jednak posiadania rozległych obowiązków tego władcy wobec swych poddanych. Władca miał identyfikować się tylko z państwem i jemu miał służyć. W jego przekonaniu „król jest pierwszym sługą i pierwszym urzędnikiem państwa”, a „osobiste rządy króla są jego moralnym obowiązkiem”. Sprowadzało się to do wprowadzenia gabinetowych rządów jednostki, opartych na zdyscyplinowanej administracji i biurokracji. Już od pierwszych dni panowania większość uprawnień Fryderyk koncentrował we własnych rękach. Chociaż sprawował władzę w sposób absolutny, to wierzył, że celem polityki jest dobrobyt jego obywateli. Na tym właśnie miała polegać idea absolutyzmu oświeconego, zakładająca, że władca, kierujący się oświeconym rozumem, podejmuje świadome decyzje na rzecz dobra swoich poddanych i rozwoju państwa (Fryderyk ściśle wiązał jedno z drugim). Tą też retoryką uzasadniał swoje działania. Siebie uważał więc za sługę Prus (der erste Diener) i tego wymagał też od obywateli, w myśl dewizy, że czasem trzeba poświęcić szczęście i wygodę w imię dobra całego kraju. Fryderyk Wielki sam zajmował się najważniejszymi, ale także i pomniejszymi, a nawet po prostu błahymi sprawami dotyczącymi państwa, ze swoich urzędników czyniąc jedynie ślepych wykonawców własnych poleceń. Wszelkie próby zastrzeżeń, przejawianie własnych poglądów połączone z próbą ich wprowadzania, czy nawet samowolna interpretacja poleceń króla kończyła się zazwyczaj odsunięciem od urzędu, a nawet uwięzieniem w osławionej twierdzy Spandau. Jednym z najczęściej wymienianych jest przykład Zachariasza Ursinusa, radcy finansów, który opracował krytykę systemu monopoli odnośnie do kawy, soli i tytoniu. Za nieproszoną uwagę został zesłany do twierdzy koło Berlina.
Ingerencja tego monarchy w państwo, pojmowane już wtedy przez niego jako wszelkie struktury zabezpieczające porządek wewnętrzny i niezależność zewnętrzną oraz w ogóle trwanie społeczeństwa, obejmowała właściwie każdy aspekt życia, od wojskowości poprzez sądownictwo, edukację, fiskalizm, na agrokulturze kończąc.

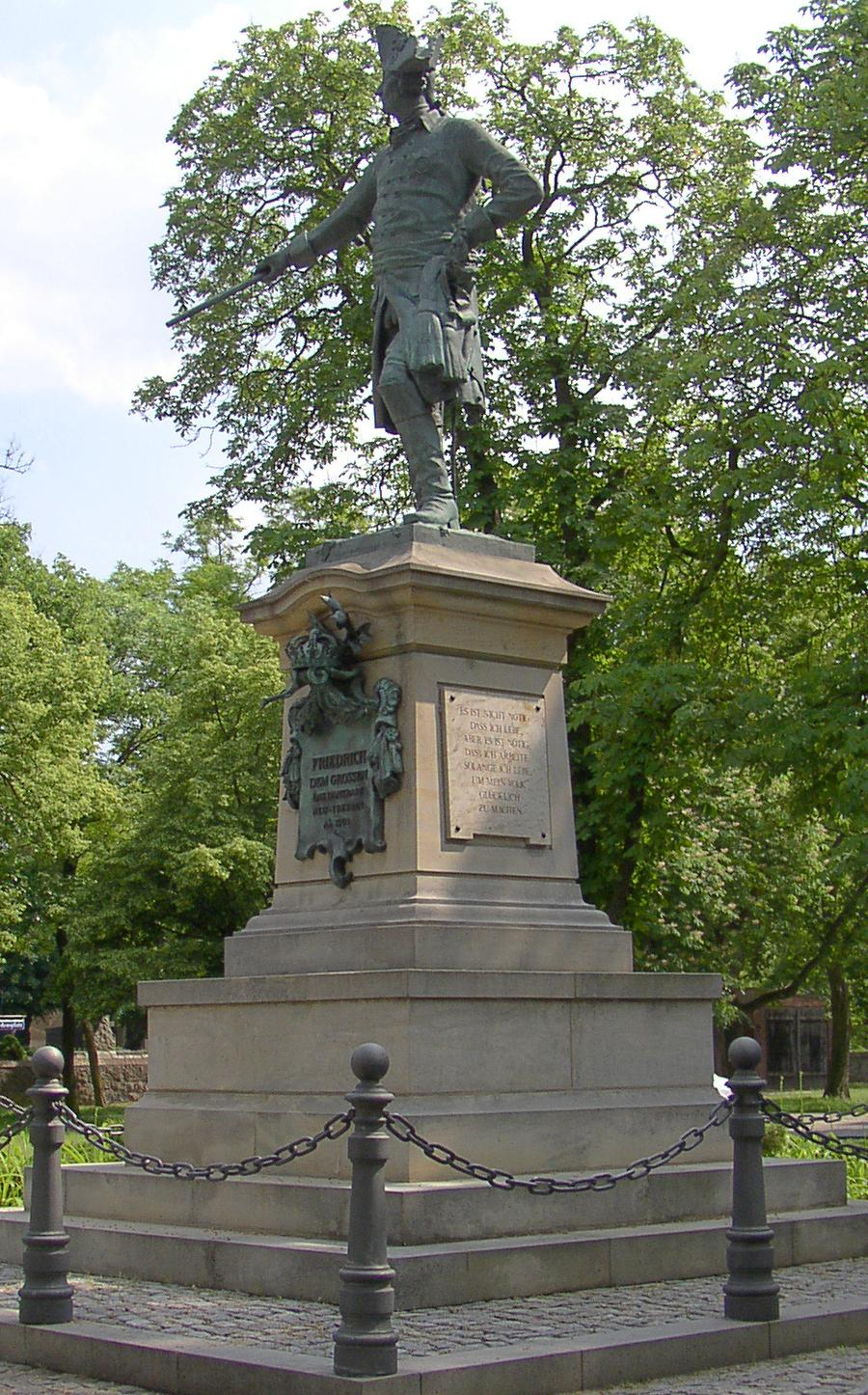
Pomnik Fryderyka Wielkiego w Neutrebbin

Własne przekonanie monarchy o słuszności podjętych decyzji, podpartych argumentami teoretyków, jak Wolff czy Colbert, nie zawsze dawało pozytywne rezultaty, a ich zastosowanie w praktyce często prowadziło do nieprzewidzianych skutków, tym bardziej że to, co wówczas działo się w Prusach, miało już niebagatelny wpływ na pozostałe kraje Europy. Najsłynniejszym i najlepiej oddającym skalę zjawiska był wielki kryzys finansowy i krach europejskiego systemu kredytowego i bankowego jesienią 1763 roku, choć dokładniej przeanalizowanym i opisanym dopiero niedawno, dzięki możliwości szerszego spojrzenia na problem. Bessa po zakończeniu działań wojennych, związana ze stratami w wyniku prowadzenia operacji militarnych, a następnie przejściem gospodarki z wojennej na pokojową jest zjawiskiem normalnym. Kryzys w roku 1763 miał jednak porażającą skalę: zachwiał systemem bankowym od Amsterdamu po Hamburg i tylko na terytorium Rzeszy niewypłacalnych okazało się 95 domów bankierskich. Główną tego przyczyną był nagły spadek ilości pieniądza w obiegu. Dotknęło to przede wszystkim przedsiębiorstw prowadzących szeroko zakrojone inwestycje – ich niewypłacalność spowodowała lawinowe bankructwa. Do zmniejszenia się ilości gotówki na rynku najprawdopodobniej przyczynił się najwięcej właśnie Fryderyk Wielki. Jego wieloletnie spekulacje finansowe, fałszowanie zawartości kruszcu w monetach czy wręcz ich fałszowanie i zalewanie nimi głównie Rzeczypospolitej było faktem powszechnie znanym bardzo wcześnie. Nie wiadomo było jednak dokładnie (i właściwie szczegóły nie są znane do dzisiaj), jak umiejętnie i na jaką skalę Fryderyk prowadził owe malwersacje. Jego natychmiastowy odwrót od tych działań po zakończeniu wojny, zastąpiony radykalnym wspieraniem polityki deflacyjnej, bezkrytyczne wdrażanie merkantylizmu i kierowanie się nim w gospodarce, pozbawione globalnego spojrzenia i świadomości ogólnoeuropejskich skutków tych poczynań, przyczyniło się w znacznej mierze do pogłębienia i wzmocnienia kryzysu w 1763, a tym samym do dłuższego wychodzenia z niego Europy. Jednocześnie ta tendencyjność Fryderyka dała siłą rzeczy pewne pozytywne rezultaty w samych Prusach: próbując wszelkimi sposobami zaradzić skutkom wojny i uzdrowić gospodarkę, eksperymentując nawet w tym zakresie, założył w Berlinie pierwszy bank wekslowo-pożyczkowy z kapitałem założycielskim wartości 8 mln talarów, co ustabilizowało nieco stosunki kredytowe.
Na początku panowania Fryderyk Wielki nakazał zniesienie kontroli prasy, mówiąc, że "gazetom nie należy przeszkadzać, jeśli mają być ciekawe". W praktyce cenzury nie zniesiono całkowicie, a po kilku latach król zmienił poglądy na kwestię wolności słowa. Przez resztę jego rządów w Prusach funkcjonowała dość ścisła kontrola publikacji, która uniemożliwiała swobodną debatę o sprawach politycznych. Państwo nie ingerowało natomiast w dyskusje na tematy niezwiązane bezpośrednio z rządzeniem, na przykład filozoficzne i teologiczne.
Jego polityka społeczna była na ogół konserwatywna. Faworyzował pruską szlachtę, którą uważał za kluczową dla państwa i armii. Sam Fryderyk był zwolennikiem emancypacji chłopów, uważał jednak, że zbyt daleko posunięte zmiany zagroziłyby stabilności państwa, opartego na pozycji warstwy junkrów. Dlatego rezygnował z tych reform, które szlachta uważała za istotne zagrożenie dla swoich interesów. Rozbudowywał armię i administrację, usprawniał sądownictwo, kładąc nacisk na posłuszeństwo i wierność rozkazom. Gdy obejmował władzę, armia liczyła 83 tys. żołnierzy, gdy umierał, było ich już 190 tys. (z czego jedynie połowę stanowiła ludność Prus). Wprowadził wiele ważnych reform. Jedną z jego pierwszych decyzji było zniesienie tortur (dekret z 1740 r., wprowadzony w 1754 r.). Powołanej przez ojca komisji kodyfikacyjnej polecił dokonanie reformy sądownictwa i skodyfikowanie prawa sądowego (za jego życia udało się tylko to pierwsze). W 1763 podjął próbę stworzenia systemu szkolnictwa podstawowego, wprowadzając przymus szkolny. Za jego panowania rozwinął się też nowy typ szkoły średniej, nastawionej na umiejętności praktyczne (tzw. szkoła realna).
Fryderyk był agnostykiem, a o chrześcijaństwie wyrażał się z pogardą. Tolerował w swoim państwie różne wyznania, będąc pierwszym królem Prus, który tak otwarcie dystansował się od spraw religii. W instrukcji wydanej na początku swych rządów podkreślał, że religia poddanych go nie interesuje i mógłby nawet przyjąć "Turków i pogan" i wybudować im świątynie ich obrządków, jeżeli przyczyniłoby się to do dobra państwa. Była to postawa wyjątkowa w ówczesnej Europie.
W celu dodatkowej unifikacji wszystkich terytoriów oraz przybliżenia (formalnego) osoby monarchy społeczeństwu, przyjął tytuł Rex Borussorum, czyli króla Prusaków.
Fryderyk II świadomy swojej roli i znaczenia własnej osoby dla rządzenia państwem, napisał do jednego ze swoich podwładnych: „Winien Pan wiedzieć, że nie jest rzeczą konieczną, bym żył, lecz bym wykonywał swe obowiązki”. Twierdził też, że nie ma nic lepszego od samowładztwa pod rządami sprawiedliwych, ludzkich i cnotliwych monarchów.

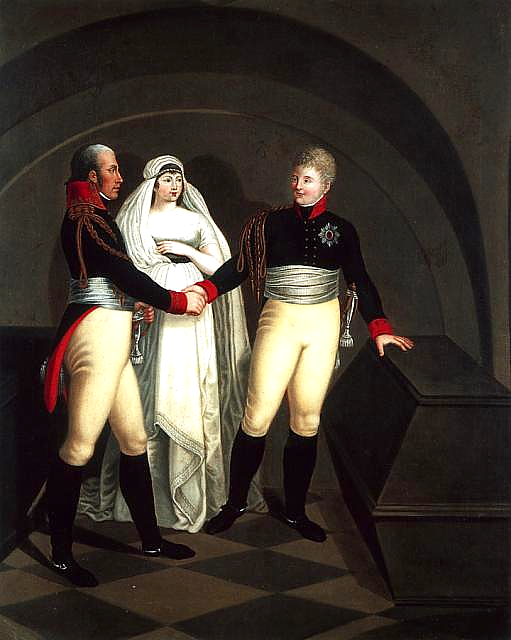
Cesarz Aleksander I Romanow składa hołd prochom Fryderyka II Wielkiego w obecności króla Fryderyka Wilhelma III i królowej Luizy Pruskiej w 1805 roku

## Z polskiej perspektywy
Frederyk II negatywnie oceniał Polaków, złe zdanie miał też o szlachcie polskiej, której poszczególnych przedstawicieli nazywał Monsieur Kikeriki (Pan Kukuryku).
Z polskiej perspektywy bilans rządów Fryderyka nie przedstawia się najlepiej. Celem Fryderyka II było zdobycie nowych terytoriów dla Prus, czemu służyło pogorszenie sytuacji wewnętrznej Rzeczypospolitej i podejmowanie działań na jej szkodę. Doniosłym rezultatem polityki Fryderyka II były fałszerstwa monetarne dokonywane na szkodę Rzeczypospolitej. Fryderyk II wszedł w posiadanie w Saksonii polskich oryginalnych stempli menniczych, co pozwoliło mu zalać Rzeczpospolitą bezwartościową monetą tzw. efraimkami, bitymi przez Veitela Heinego Ephraima, co pokrywało część wydatków pruskiego budżetu wojennego.
Z problemem tym nie mógł sobie poradzić August III, a jego nieudolne rządy tylko ułatwiały ten proceder. Neutralność Rzeczypospolitej nie zapobiegła przemarszom przez jej terytorium wojsk pruskich, a później też rosyjskich. W żadnym razie również nie zabezpieczała jej przed roszczeniami agresywnego sąsiada. Fryderyk w sposób bezlitosny wykorzystywał bezwład Polski, wydając odgórne zarządzenia najazdów i rabunków przygranicznych terenów, przede wszystkim Wielkopolski. Miały one na celu głównie demonstracje siły Prus, zmuszenie Rzeczypospolitej do uległości przed kolejnymi żądaniami oraz zdobycie rekruta do armii pruskiej, a odbywały się pod pozorem poszukiwań dezerterów i uciekinierów z Prus, którym Polska miała jakoby dawać schronienie (choć istotnie prawdą było, że wielu dezerterów z pruskiej armii próbowało szukać azylu w Polsce).
Fryderyk II zajmował również nieprzejednane i bezwzględne stanowisko wobec prób naprawy Rzeczypospolitej. Manifestacją niezadowolenia Prus wobec reform roku 1764, głównie wobec cła generalnego, było (bezprawne) ustanowienie komory celnej w Kwidzynie, wzmocnionej zbrojną załogą oraz artylerią i pobieranie cła od polskiego handlu. Mimo niepokojów zagranicznych, głównie ze strony Rosji, Fryderyk osiągnął swój cel: cło generalne zostało zawieszone.
Był głównym zainteresowanym w sprawie rozbiorów Rzeczypospolitej i to on starał się nakłonić carycę Katarzynę II do podziału Polski. W 1769 przedstawił w Sankt Petersburgu tzw. plan hrabiego Lynara, w którym proponował zabór części terytorium Rzeczypospolitej. W 1772 Fryderyk był głównym wnioskodawcą podpisania traktatu rozbiorowego. W wyniku rozbiorów Prusom przypadło Pomorze polskie – Warmia i Prusy Królewskie. Było to ziszczenie wieloletnich starań króla Prus. Ponadto poza terytoriami przewidzianymi w traktacie rozbiorowym Fryderyk zagarnął jeszcze, pod różnymi pretekstami i domniemanymi prawami 52 miasta i 1300 wsi, z czego Polska przed 1786 rokiem odzyskała zaledwie 20%. W książce „Historia mojego czasu” wydanej w 1779 roku w języku francuskim Fryderyk Wielki przyznawał otwarcie: „Prusy nie posiadały tytułu do zaboru polskiego Pomorza. Nie chciałbym udowadniać tęgości praw do tej ziemi”.

## Schyłek życia
W końcowym etapie życia nie dbał o swój wygląd zewnętrzny, nie mył się, nie zmieniał ubrań. Nie rozbierał się nawet do snu, sypiał w butach i z psami.

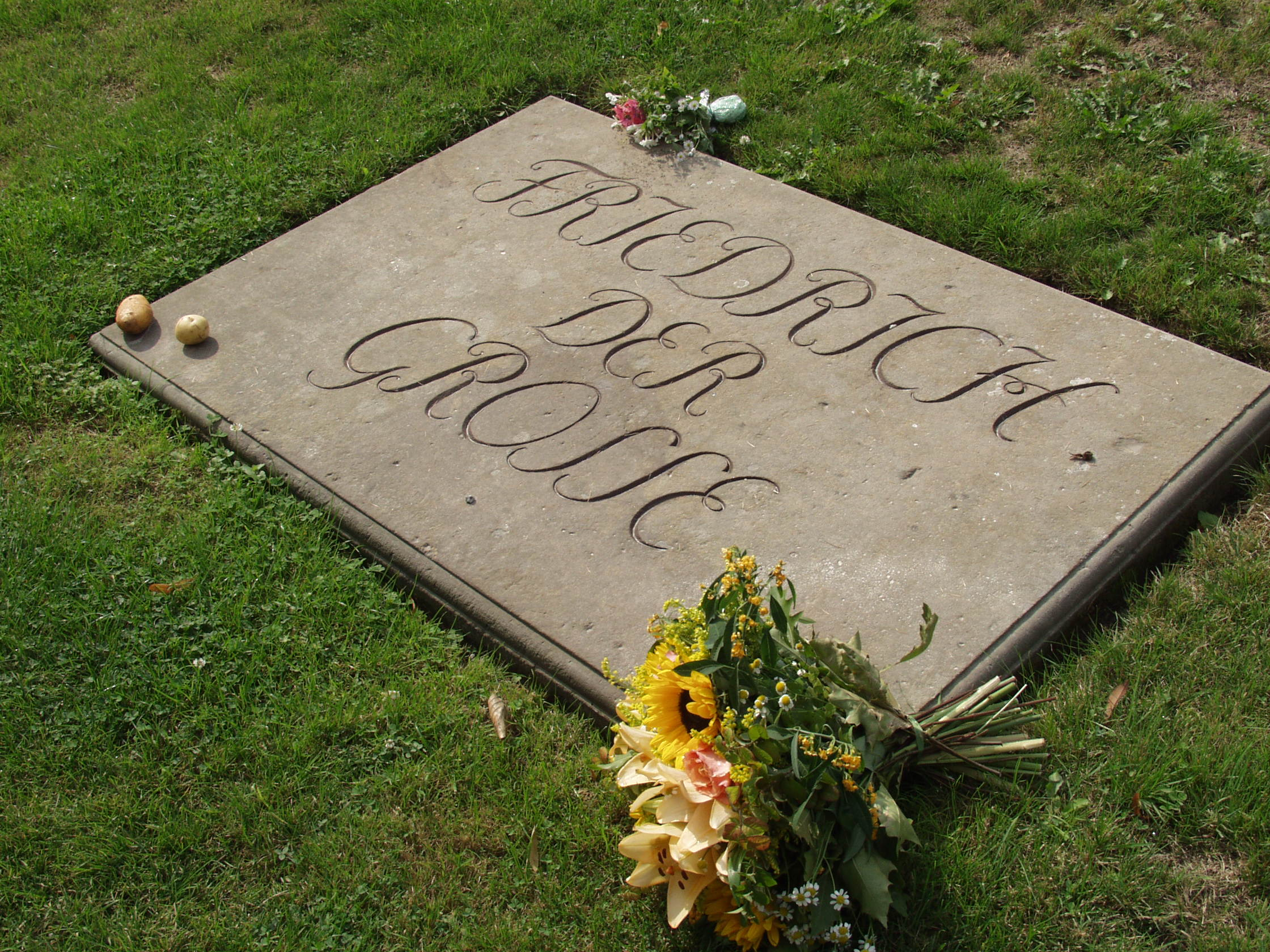
Płyta nagrobna Fryderyka II Wielkiego

We wrześniu 1785 roku Fryderyk przeżył atak serca. Jego stan zdrowia pogarszał się już wcześniej, mimo to ani przed, ani po zawale nie zaprzestał pracy i osobistego prowadzenia spraw państwowych. Fryderyka nigdy nie cechowała tężyzna fizyczna, od dzieciństwa był osobą słabego zdrowia, a ascetyczny tryb życia, niezdrowa, bogata w ostre przyprawy i korzenie dieta dodatkowo je pogarszała. W ostatnim roku życia natomiast doszły do tego astma, kłopoty z krążeniem i puchlina wodna. Siła jego niezłomnego ducha wyraźnie jednak panowała nad słabym ciałem; do końca swych dni systematycznie i konsekwentnie wypełniał to, co uważał za swój obowiązek, wstając po ok. sześciu godzinach snu o 4 bądź 5 rano i natychmiast przystępując do spraw państwowych. To z czasem mechaniczne wykonywanie każdych czynności w połączeniu z coraz bardziej cynicznym i sarkastycznym usposobieniem oraz rozczarowaniem i niechęcią do rodzaju ludzkiego oddaje wydarzenie z 30 maja 1786 roku: kiedy na początku dnia król dyktował swoje decyzje sekretarzowi gabinetu Stelterowi, ten zmarł nagle na atak serca. Fryderyk, nie przerywając pracy, kazał wezwać drugiego sekretarza i dyktował swoje polecenia dalej.
Rano 16 sierpnia 1786 roku król stracił przytomność, której najprawdopodobniej już nie odzyskał i dzień później zmarł. Do końca czuwał przy nim m.in. minister Hertzberg. Mimo testamentu króla, który prosił o skromny pogrzeb i pochówek w wybudowanej w 1741 roku krypcie na najwyższym tarasie Sanssouci zgodnie ze słowami: „żyłem jak filozof i jak filozof chcę być pochowany” (obok jego krypty znajduje się prywatny cmentarz dla jego psów, gdzie każdy zwierzak ma własny, marmurowy grobowiec), 9 września nastąpił uroczysty pogrzeb monarszy w kościele garnizonowym Poczdamu. Trumny jego i jego ojca zabrano tuż przed upadkiem III Rzeszy, aby nie wpadły w ręce Armii Czerwonej i wywieziono do zamku Hohenzollern w Szwabii. Obecnie, po upadku NRD, zgodnie z wolą Fryderyka, jego ciało spoczywa w Sanssouci obok ukochanych psów.

## Genealogia
| Prapradziadkowie                                | elektor Brandenburgii Jerzy Wilhelm Hohenzollern (1595–1640) ∞1616 Elżbieta Charlotta Wittelsbach (1597–1660) | Fryderyk Henryk Orański (1584–1647) ∞1625 Amalia Solms-Braunfels (1602–1675)                               | elektor Palatynatu Fryderyk V Wittelsbach (1596–1632) ∞1613 Elżbieta Stuart (1596–1662)              | elektor Palatynatu Fryderyk V Wittelsbach (1596–1632) ∞1613 Elżbieta Stuart (1596–1662)              | Jerzy Braunschweig-Calenberg (1582–1641) ∞1617 Anna Eleonora Hessen-Darmstadt (1601–1649)            | Jerzy Braunschweig-Calenberg (1582–1641) ∞1617 Anna Eleonora Hessen-Darmstadt (1601–1649)            | Jerzy Braunschweig-Calenberg (1582–1641) ∞1617 Anna Eleonora Hessen-Darmstadt (1601–1649)            | Alexander II. Desmier d’Olbreuses (1608–1660) ∞ Jacquette Poussard de Vandré                         |
| Pradziadkowie                                   | elektor Brandenburgii Fryderyk Wilhelm I Hohenzollern (1620–1688) ∞1646 Luiza Henriette Nassau (1627–1667)    | elektor Brandenburgii Fryderyk Wilhelm I Hohenzollern (1620–1688) ∞1646 Luiza Henriette Nassau (1627–1667) | Zofia Dorota Wittelsbach (1630–1714) ∞1658 elektor Hanoweru Ernest August Hanowerski (1629–1698)     | Zofia Dorota Wittelsbach (1630–1714) ∞1658 elektor Hanoweru Ernest August Hanowerski (1629–1698)     | Zofia Dorota Wittelsbach (1630–1714) ∞1658 elektor Hanoweru Ernest August Hanowerski (1629–1698)     | Zofia Dorota Wittelsbach (1630–1714) ∞1658 elektor Hanoweru Ernest August Hanowerski (1629–1698)     | Jerzy Wilhelm Braunschweig-Lüneburg (1624–1705) ∞1676 Eleonora d’Olbreuse (1639–1722)                | Jerzy Wilhelm Braunschweig-Lüneburg (1624–1705) ∞1676 Eleonora d’Olbreuse (1639–1722)                |
| Dziadkowie                                      | Król w Prusach Fryderyk I Hohenzollern (1657–1713) ∞1684 Zofia Charlotta Hanowerska (1668–1705)               | Król w Prusach Fryderyk I Hohenzollern (1657–1713) ∞1684 Zofia Charlotta Hanowerska (1668–1705)            | Król w Prusach Fryderyk I Hohenzollern (1657–1713) ∞1684 Zofia Charlotta Hanowerska (1668–1705)      | Król w Prusach Fryderyk I Hohenzollern (1657–1713) ∞1684 Zofia Charlotta Hanowerska (1668–1705)      | król Wielkiej Brytanii Jerzy I Hanowerski (1660–1727) ∞1682 Zofia Dorota Welf (1666–1726)            | król Wielkiej Brytanii Jerzy I Hanowerski (1660–1727) ∞1682 Zofia Dorota Welf (1666–1726)            | król Wielkiej Brytanii Jerzy I Hanowerski (1660–1727) ∞1682 Zofia Dorota Welf (1666–1726)            | król Wielkiej Brytanii Jerzy I Hanowerski (1660–1727) ∞1682 Zofia Dorota Welf (1666–1726)            |
| Rodzice                                         | Król w Prusach Fryderyk Wilhelm I Hohenzollern (1688–1740) ∞1706 Zofia Dorota Hanowerska (1687–1757)          | Król w Prusach Fryderyk Wilhelm I Hohenzollern (1688–1740) ∞1706 Zofia Dorota Hanowerska (1687–1757)       | Król w Prusach Fryderyk Wilhelm I Hohenzollern (1688–1740) ∞1706 Zofia Dorota Hanowerska (1687–1757) | Król w Prusach Fryderyk Wilhelm I Hohenzollern (1688–1740) ∞1706 Zofia Dorota Hanowerska (1687–1757) | Król w Prusach Fryderyk Wilhelm I Hohenzollern (1688–1740) ∞1706 Zofia Dorota Hanowerska (1687–1757) | Król w Prusach Fryderyk Wilhelm I Hohenzollern (1688–1740) ∞1706 Zofia Dorota Hanowerska (1687–1757) | Król w Prusach Fryderyk Wilhelm I Hohenzollern (1688–1740) ∞1706 Zofia Dorota Hanowerska (1687–1757) | Król w Prusach Fryderyk Wilhelm I Hohenzollern (1688–1740) ∞1706 Zofia Dorota Hanowerska (1687–1757) |
| Fryderyk II Hohenzollern (1712–1786), król Prus | | | | | | | | |